# Delanson
Delanson és una població dels Estats Units a l'estat de Nova York. Segons el cens del 2000 tenia 385 habitants.

## Demografia
Segons el cens del 2000, Delanson tenia 385 habitants, 151 habitatges, i 109 famílies. La densitat de població era de 239,8 habitants/km².
Dels 151 habitatges en un 33,1% hi vivien nens de menys de 18 anys, en un 58,9% hi vivien parelles casades, en un 6,6% dones solteres, i en un 27,8% no eren unitats familiars. En el 21,2% dels habitatges hi vivien persones soles el 7,9% de les quals corresponia a persones de 65 anys o més que vivien soles. El nombre mitjà de persones vivint en cada habitatge era de 2,54 i el nombre mitjà de persones que vivien en cada família era de 2,99.
Per edats la població es repartia de la següent manera: un 24,9% tenia menys de 18 anys, un 7% entre 18 i 24, un 30,6% entre 25 i 44, un 25,7% de 45 a 60 i un 11,7% 65 anys o més.
L'edat mediana era de 37 anys. Per cada 100 dones de 18 o més anys hi havia 99,3 homes.
La renda mediana per habitatge era de 58.036 $ i la renda mediana per família de 60.000 $. Els homes tenien una renda mediana de 38.889 $ mentre que les dones 30.000 $. La renda per capita de la població era de 24.114 $. Cap de les famílies i el 0,5% de la població estaven per davall del llindar de pobresa.